# Il Corriere di Caracas
Il Corriere di Caracas fue un periódico en lengua italiana que fue publicado en Caracas entre 1949 y 1997.

## Historia
El 23 de marzo de 1949 fue creada la primera edición del "Corriere di Caracas" por Franco Pattarino en la capital de Venezuela
Con una periodicidad semanal e impreso en formato tabloide, fue acogido con entusiasmo por la colonia italiana. El inicio fue complicado debido a las dificultades de preparación y presentación de un periódico nuevo, a los problemas técnicos y al alto costo del papel y de la imprenta.. Pero Franco Pattarino no abandonó su sueño y como buen inmigrante acostumbrado a los sacrificios continuó trabajando.El periódico quiso nutrirse desde sus inicios con noticias de primera mano y por esto creó diversas oficinas redaccionales en la ciudad de Roma con reporteros que enviaban a Caracas todo el material informativo conformado por noticiarios regionales, fotografías de actualidad, ilustraciones y viñetas. En el Pasaje San Luís, entre Pele el ojo y Peligro, se elaboraba la otra parte del noticiario, siguiendo el acontecer diario a través de las transmisiones radiales.El proceso de formación del periódico asumió entonces un aspecto técnico que comprendía la composición mecánica, revisión de bocetos, compaginación e impresión. Una cadena de montaje que no se interrumpió ningún día del año y que estuvo compuesta por unas diez personas entre redactores y personal técnico. UCAB ()
El periódico llegó a tener 22000 ejemplares al día, especialmente en Caracas en los años sesenta. Diez años después se empezó a hacer la edición digital del periódico. Pattarino le dio al periódico una posición editorial de derecha independiente, también para contrastar el otro periódico de lengua italiana en la comunidad italiana de Italo venezolanos (La Voce d’Italia, que era de izquierda moderada y apoyada por el gobierno italiano).
Pero la muerte del fundador en 1984 afectó el periódico que fue perdiendo importancia en los años sucesivos a favor del rival La Voce d’Italia, terminando su actividad en 1997. Casi medio siglo de presencia del periódico dejó una huella significativa en los italianos de Caracas.